# محمد عبد المطلب (وزير)
محمد محمود محمد عبد المطلب (مواليد 31 مايو 1960، القاهرة)، هو وزير الري والموارد المائية في حكومة حازم الببلاوي، منذ 17 يوليو 2013.
حاصل على بكالوريوس هندسة شعبة مدني، جامعة عين شمس عام 1984، وماجستير من جامعة كولورادو - أمريكا 1989، والدكتوراه من جامعة كولورادو – أمريكا 1992، والتحق بالعمل بالمركز القومي لبحوث المياه في عام 1984 وتدرج في المناصب حتى شغل مديراً للمعهد عام 2002 وحتى 2008، ثم رئيس لقطاع التخطيط بوزارة الري من عام 2008 وحتى 2011، وكان ذلك في عهدي الوزيرين محمود أبو زيد ومحمد نصر الدين علام. واختاره الدكتور هشام قنديل لرئاسة المركز القومي لبحوث المياه في 27 نوفمبر 2012 وهو المنصب الذي شغله حتى يوليو 2013.